# Edzard Hüneke

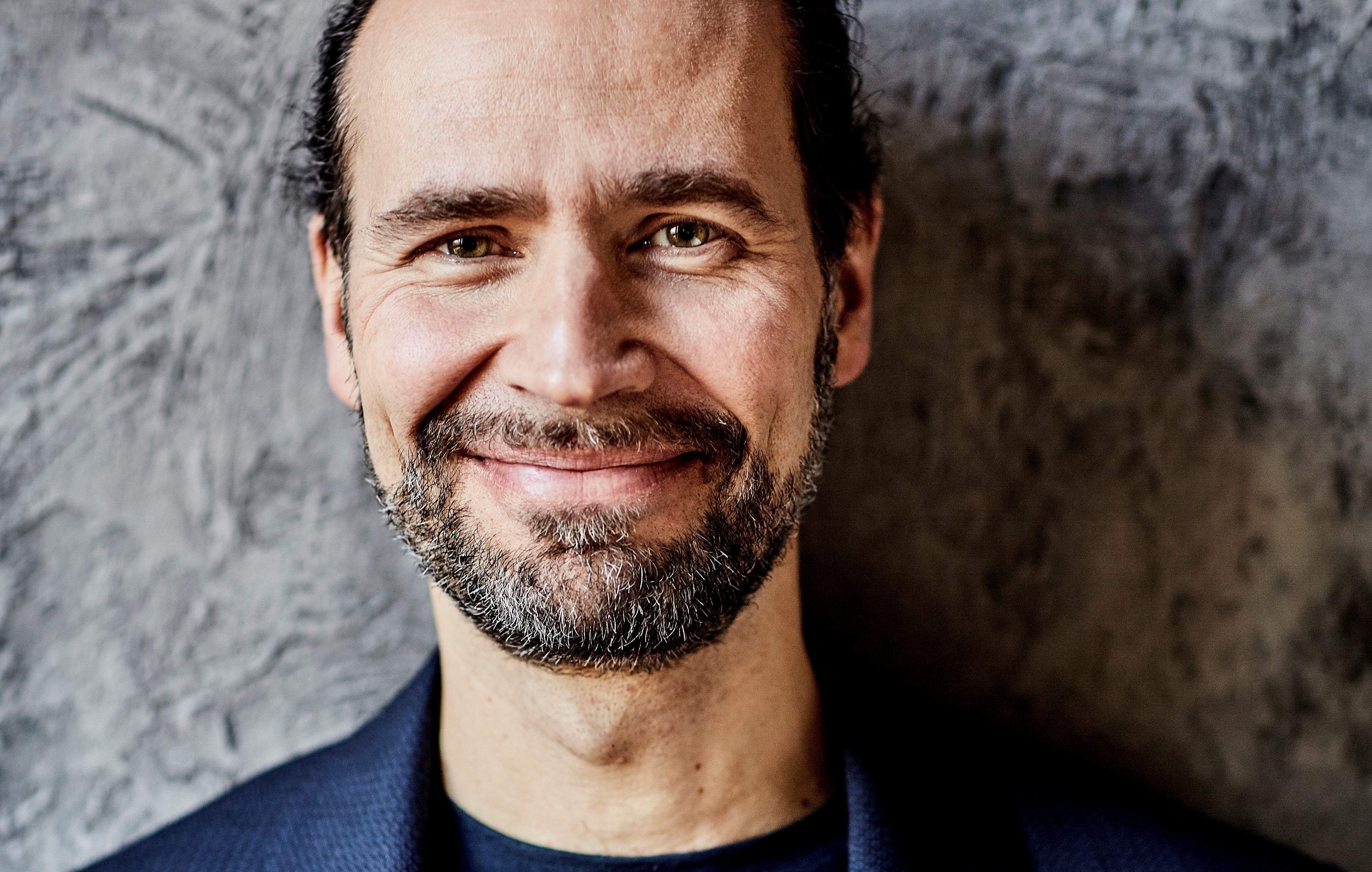
Eddi Hüneke 2018

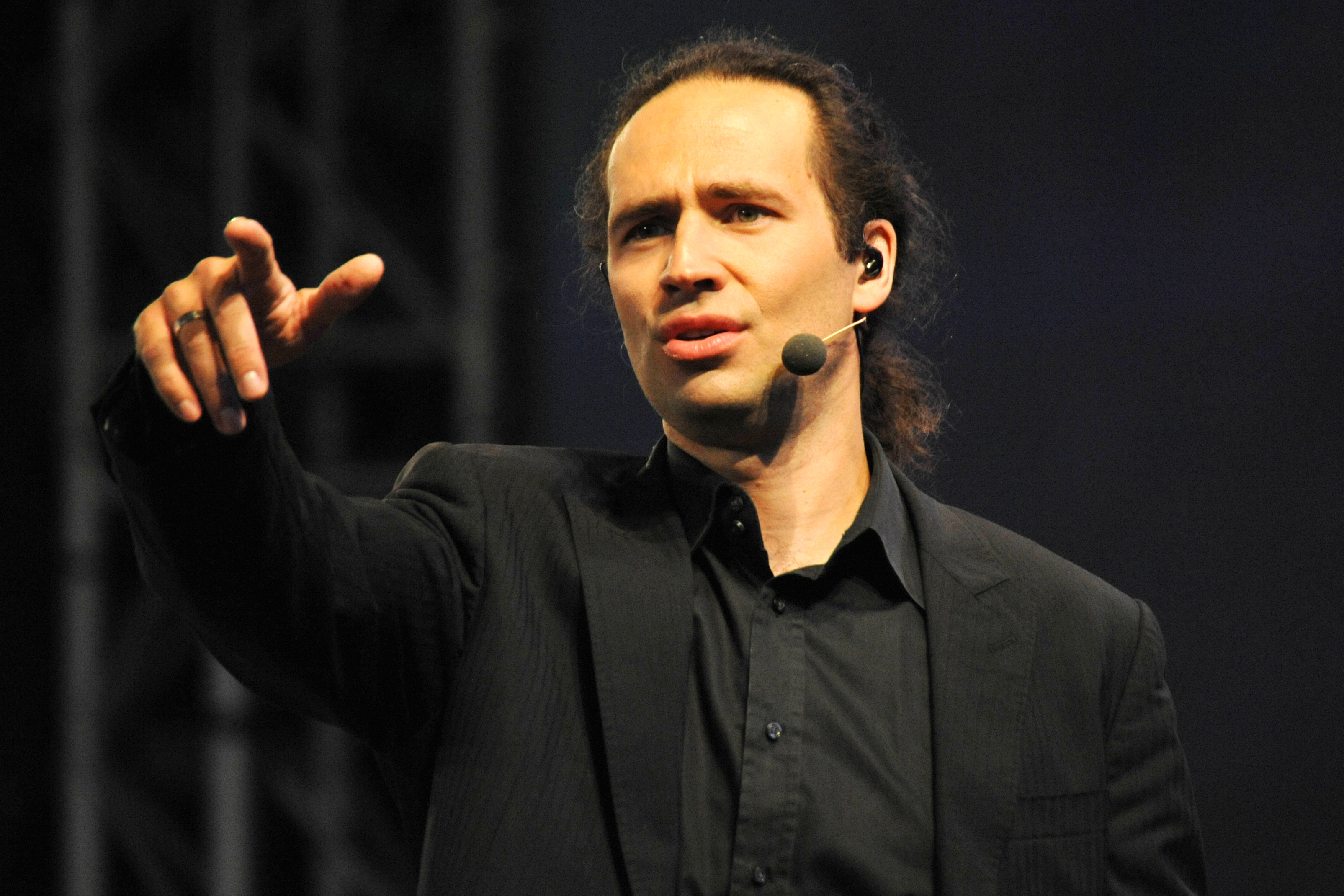
Eddi Hüneke, 2009

Andreas Neil Edzard „Eddi“ Hüneke (* 23. Februar 1971 in London) ist deutscher Pop-Songwriter, Sänger und Autor. Er war Mitglied der deutschen A-cappella-Gruppe Wise Guys, für die er auch zahlreiche Songs schrieb.

## Leben und künstlerisches Wirken
Hüneke ist der Sohn von Ulla und Martin Hüneke (1929–2017), dem ehemaligen Superintendenten des evangelischen Kirchenkreises Köln-Mitte. Er hat vier Geschwister.
Hüneke wuchs in Köln auf, wo er das Hildegard-von-Bingen-Gymnasium besuchte und gemeinsam mit Schulfreunden eine Musikgruppe gründete, aus der später die Wise Guys hervorgingen. Nach dem Abitur 1990 leistete Hüneke zunächst anderthalb Jahre Zivildienst in Brüssel über Aktion Sühnezeichen Friedensdienste. Danach schloss er sich wieder den Wise Guys an, mit denen er zwischen 1994 und 2016 Jahren vierzehn Studio- und zwei Live-Alben veröffentlichte. Die Gruppe gewann einen Echo und fünf Goldene Schallplatten und gab im Laufe ihrer 25-jährigen Bandkarriere über 3000 Konzerte. Daneben studierte Hüneke evangelische Theologie, brach das Studium aber 2009 ab.
Seit Ende 2017 ist er als Solokünstler tätig. Sein erstes Album Alles auf Anfang erschien im März 2018. Vom Akustikstück Ab durch die Mitte über den Funk-Song Kein Bock auf Tanzen und den Reggae Sansibar bis hin zur Pop-Ballade Das könnte euch so passen sind viele Stilrichtungen vertreten. 2019 ging er zusammen mit Tobias Hebbelmann in 21 Städten der USA auf Tour. Sein zweites Album Alles wird gut erschien im Oktober 2020. Trotzdem geht's mir gut, Im Urlaub muss man fröhlich sein und der Titeltrack Alles wird gut sind Single-Auskopplungen des Albums. Den melancholischsten Song des Albums, Fahrradfahren, widmete er seinem 2017 verstorbenen Vater. Hüneke ist verheiratet und hat vier Kinder. Er lebt in Hürth.

## Diskografie

### Mit Daniel Dickopf
- 2011: Eddi und Dän singen Kinderlieder a cappella, Wise Guys, Vertrieb über Dabbelju Music
- 2013: Eddi und Dän singen neue Kinderlieder a cappella, Wise Guys, Vertrieb über Dabbelju Music
- 2016: Eddi und Dän singen noch mehr Kinderlieder a cappella, Wise Guys, Vertrieb über Dabbelju Music

### Als Solokünstler
- 2018: Alles auf Anfang (Miao Records / Rough Trade)
- 2020: Alles wird gut (recordJet)
- 2023: Träum weiter (recordJet)
- 2024: Im Ernstfall locker bleiben (Zebralution GmbH)

## Schriften
- Edzard Hüneke; Roland Wagner: Jetzt ist deine Zeit. Verlag Kreuz, 2012, ISBN 978-3-451-61097-4.